# カンゾ県
座標: 北緯10度30分43秒 東経106度52分50秒 / 北緯10.51194度 東経106.88056度
カンゾ県（カンゾけん、ベトナム語：Huyện Cần Giờ / 縣芹蒢、南部方言から「カンジョー」ともいい）は、ベトナム・ホーチミン市の県。

## 地理
県はホーチミン市の南東部にある海岸地区にあり、一帯にサイゴン川とドンナイ川が流れ、汽水性の湿地が多い。県内にマングローブが広く分布し、湿地、塩性湿地、干潟、藻場などの多様な生態系がある。フタバナヒルギ、サキシマハマボウ、アカンサス・エブラクテアタスなどの植物種があり、キングコブラ、イリエワニ、ホシバシペリカン、スナドリネコなどの動物が生息している。2000年に「カンゾ・マングローブ生物圏保護区」としてユネスコの生物圏保護区に指定された。

## 行政
カンゾ県は1の市鎮（Thị trấn）と6の社（Xã）を管轄している。
- 市鎮
  - カンタイン（Cần Thạnh / 芹盛）
- 社
  - アントイドン（An Thới Đông / 安泰東）
  - ビンカイン（Bình Khánh / 平慶）
  - ロンホア（Long Hòa / 隆和）
  - リニョン（Lý Nhơn / 李仁）
  - タムトンヒエップ（Tam Thôn Hiệp / 三村協）
  - タインアン（Thạnh An / 盛安）